# Nd:YAG-лазер

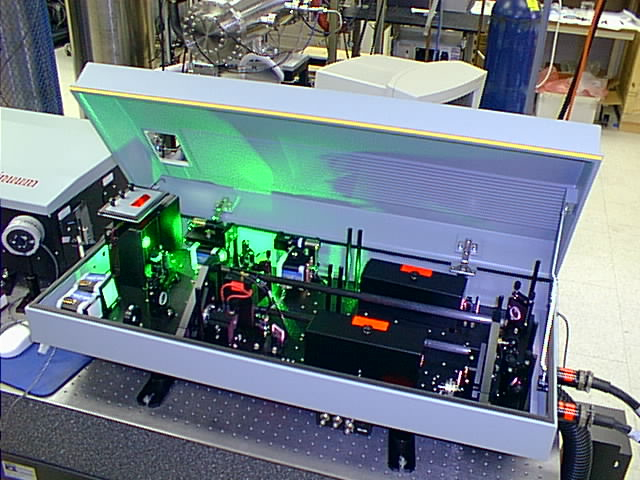
Nd: YAG лазер з відкритою кришкою, показано генерування другої гармоніки з довжиною хвилі 532 нм, що відповідає зеленому кольору

Nd: YAG лазер — твердотільний лазер. Як активне середовище використовується алюмо-ітрієвий гранат («YAG», {\displaystyle {\ce {Y3Al5O12}}}), легований іонами неодиму ({\displaystyle {\ce {Nd}}}).
Генерування відбувається на довжині хвилі 1064 нм. Такі лазери можуть працювати як у безперервному, так і в імпульсному режимі. Імпульсні режими відрізняються характером генерування лазерного випромінювання. У вільному генеруванні тривалість імпульсу зазвичай дорівнює часу життя верхнього лазерного рівня (близько 250 мкс, залежить від концентрації неодиму), імпульс є набором пучків із тривалістю до сотень наносекунд. У режимі модульованої добротності тривалість може змінюватись від одиниць наносекунд до мікросекунд. Найбільшу імпульсну потужність можна отримати під час роботи в режимі модуляції добротності. Завдяки великій потужності, з імпульсу з довжиною хвилі 1064 нм на нелінійному кристалі можна отримати імпульс із довжиною хвилі вдвічі, втричі, вчетверо (і т. д.) меншою, наприклад: 532 нм, 355 нм, 266 нм, 213 нм.

## Застосування
Твердотільні Nd: YAG-лазери використовують:
- для обробки матеріалів — при зварюванні матеріалів пучок імпульсного лазера переноситься на робочу поверхню через оптичне волокно діаметром 0,5—2 мм із потужністю до 2 кВт.
- у медицині — використовують безперервні лазери Nd: YAG із малою потужністю 50 Вт.
- у військових цілях — для лазерної далекометрії, та підсвітки цілей коригованих боєприпасів.
- у наукових цілях.